# Панчин Олександр Юрійович
Олекса́ндр Юрійович Па́нчин (нар. 19 травня 1986, Москва, СРСР) — російський біолог, популяризатор науки, науковий журналіст, письменник та блогер. Кандидат біологічних наук, старший науковий співробітник Інституту проблем передачі інформації імені А. А. Харкевича РАН. Член Комісії РАН з питань боротьби з псевдонаукою й фальсифікацією наукових досліджень.
Учасник організаційного комітету й експертної ради Премії імені Гаррі Гудіні. Член ради просвітницького фонду «Еволюція». Лауреат премії «Просвітитель» за книгу «Сума біотехнології». 2017 року увійшов до списку «75 найшанованіших людей країни» за версією журналу «Русский Репортер». Фіналіст премії «За вірність науці — 2017». 2018 року опублікував книгу «Захист від темних мистецтв. Путівник по світу паранормальних явищ». Автор антиутопії «Апофенія» про світ, де міфи, упередження й забобони остаточно перемогли науку.
Займається популяризацією науки, зокрема, просвітництвом у питаннях безпеки продуктів на основі генетично модифікованих організмів. Веде блог на платформі «Живий Журнал», є автором науково-популярних статей у низці російських видань, запрошується як експерт на радіо- і телепрограми.

## Біографія
Народився 19 травня 1986 року в Москві. Батько — Юрій Валентинович Панчин, доктор біологічних наук, завідувач лабораторії Вивчення інформаційних процесів на клітинному і молекулярному рівнях в Інституті проблем передачі інформації РАН. Мати — Надія Олександрівна Панчина.
Навчався в московських школах № 791 і № 1543 (упродовж 1997—2003 років). 2003 року вступив на факультет біоінженерії та біоінформатики Московського державного університету, котрий закінчив у 2008.
З 2008 року працює в Інституті проблем передачі інформації імені А. А. Харкевича РАН. У 2011 там же під науковим керівництвом кандидата біологічних наук І. І. Артамонової захистив дисертацію на здобуття наукового ступеня кандидата біологічних наук за темою «Дослідження загальних закономірностей еволюції геному людини при дуплікації генів і точковому мутагенезі» (спеціальність 03.01.09 — математична біологія, біоінформатика). Офіційні опоненти: кандидат фізико-математичних наук, доктор біологічних наук, професор Андрій Олександрович Миронов і доктор біологічних наук Сергій Едуардович Спиридонов. Провідна установа — Державний НДІ генетики та селекції промислових мікроорганізмів.
З 2008 року займається і просвітницькою діяльністю. Як науковий журналіст співпрацював з такими виданнями як «Новая газета», «Популярна механіка», «Вокруг света», «Forbes», «Троицкий вариант — Наука».
У 2015 році видавництво Corpus спільно з фондом «Еволюція» опублікувало науково-популярну книгу Олександра Панчина «Сума біотехнології», присвячену методам створення генетично модифікованих організмів, дослідженням їхньої безпеки та ролі в агротехніці майбутнього, штучному заплідненню, генетичній терапії тощо. Дана книга стала переможцем премії «Просвітник» 2016 року в номінаціях «Природничі та точні науки» і «Народний вибір».
Член експертної ради Премії імені Гаррі Гудіні. З 2016 року є членом Комісії РАН з питань боротьби з псевдонаукою і фальсифікацією наукових досліджень.

## Діяльність з популяризації науки
У власному блозі, книгах та лекціях Олександр Панчин критикує закиди про небезпеку генетично модифікованих організмів, зокрема дослідження Жиля-Еріка Сераліні та Ірини Єрмакової. Лекції охоплюють теми генної інженерії та інших біотехнологій, помилок мислення, старіння, молекулярної біології й теорії еволюції. Веде активну боротьбу з псевдонаукою, критикує клерикалізацію російського суспільства, рішуче виступає проти гомеопатії, екстрасенсорики, скептично ставиться до акупунктури тощо.
Панчин неодноразово зазначав, що не має жодних підстав боятися ГМО, тому вважає спрямований проти них рух псевдонауковим. На його переконання, більшість міфів, котрі виникли навколо генної інженерії, належать доволі обмеженому колу осіб, які отримали непропорційну їхньому рівню знань увагу зі сторони ЗМІ.
У рамках своєї діяльності Олександр Панчин спільно з Олександром Тужиковим з ІППІ РАН опублікували огляд в журналі «Critical reviews in biotechnology», в якому розібрали кілька гучних робіт про шкідливий вплив ГМО. Представники російської громадської організації «Общенациональная ассоциация генетической безопасности» оприлюднили на неї свій критичний відгук, на що Панчин у своєму блозі в ЖЖ опублікував свою відповідь.
Неодноразово виступав на теле- і радіоканалах, таких як «ТВЦ», «ОТР», «Комсомольська правда», «Говорить Москва», «Перший канал», передача Дмитра Пучкова «Разведопрос» і багатьох інших. Брав участь у ролі доповідача на російському науково-просвітницькому форумі «Вчені проти міфів», організованому порталом «Антропогенез.ру».
Виступає проти гомофобії, схвалює легалізацію одностатевих шлюбів і усиновлення дітей одностатевими парами.
У грудні 2017 взяв участь у передачі «Не вірю» на телеканалі «Спас», де дискутував з протоієреєм Олексієм Батаноговим на тему існування Бога.